# 長髓彥
長髓彥（日语：／）乃日本神話《記紀》裡神武東征故事出現的人物，《古事記》中記述成那賀須泥毘古、登美能那賀須泥毘古（／）、登美毘古（／）等。兄長為安日彥，其妹登美夜毘賣（亦名三炊屋媛、長髓媛、鳥見屋媛）嫁給饒速日命。

## 概要

### 古事記
神武天皇大軍行進至速汲門，遇到一名坐在龜甲上釣魚之奇人，問其名曰豆毘古。神武天皇納為家臣，賜名槁根津日子，該家臣諳水性熟海道，引領大軍從浪速國之渡口坐船至青雲之白肩津。此時登美能那賀須泥毘古早已整軍待戰，雙方鏖戰時神武天皇之兄五瀨命的手遭到對方流箭射穿。他受傷瀕死時對神武天皇說：「我們是日神之子，不該面對日出的東方，應該要背對太陽才對。」遂遵照指示向南迂迴前進，中途在海邊清洗五瀨命手臂上的血，至紀伊國（今和歌山縣）男之水門時五瀨命身亡，葬於紀伊國竈山。

### 日本書紀
神武大軍耗時半年途經筑紫（今福岡縣）、安藝（今廣島縣），然後駐紮在吉備（今岡山縣）養精蓄銳三年。接下來繼續朝東，經浪速國、河內國（今大阪府東部）後，於孔舍衛坂遭遇土豪長髓彥頑強抵抗，神武長兄五瀨命遭流箭傷及肱脛。神武天皇意識到身為日神子孫，朝著太陽昇起的東方征虜乃逆天道，遂令全軍後退，並繞道紀伊（今和歌山縣）前進。途中五瀨命因箭傷身亡，葬於紀伊竈山。
後來神武大軍與長髓彥軍鏖戰多時卻無法取勝，戰況陷入泥淖之際飛來一隻金色靈鴟停於神武天皇之弓弭，其耀眼光芒令敵軍士卒迷眩無法再戰。為報五瀨命箭傷身亡之仇，神武天皇軍隊窮追不捨，長髓彥派人前來解釋原委。原來其妹婿饒速日命乘天磐船自天降，為天神之子，而神武天皇亦自稱天神之子，他不相信天神子有兩個。神武天皇則質疑饒速日命若為天神子，應有代表物，於是長髓彥出示饒速日命佩帶的天羽羽矢及步鞬。饒速日命明白長髓彥仍對神武天皇懷有敵意，乃殺之，並率部眾歸順神武大軍，最後神武天皇總算在大和定居下來。

### 其他
雖然《日本書紀》記載長髓彥乃被饒速日命殺死，但自稱是長髓彥後裔的矢吹氏卻相信並非如此；舊添下郡鳥貝郷（今生駒市北部、奈良市富雄一帶）或櫻井市附近的豪族亦流傳著同樣的說法。

## 関連項目
- 物部氏
- 三輪氏（日语：大神氏）
- 事代主神
- 安日彥
- 神武東征
- 饒速日命

## 外部連結
- 《古事記》卷之二  第八章  神武天皇東征
- 《日本書紀》卷第三　神武天皇　神日本磐余彥天皇 （页面存档备份，存于）